# Vụ sát hại Jane Britton
 Vào lúc 12 giờ 30 phút sáng (giờ miền Đông Hoa Kỳ) ngày 7 tháng 1 năm 1969, Jane Britton (sinh ngày 17 tháng 5 năm 1945 – ngày 7 tháng 1 năm 1969), một sinh viên tốt nghiệp ngành khảo cổ học Cận Đông tại Đại học Harvard, rời căn hộ của một người hàng xóm ở Cambridge, Massachusetts, Hoa Kỳ và về nhà. Ngày hôm sau, khi cô không trả lời điện thoại và bỏ lỡ một bài kiểm tra quan trọng, bạn trai của cô đã đến căn hộ và thấy cô đã chết. Nguyên nhân cái chết được tìm thấy là chấn thương cùn từ một cú đánh vào đầu. Cô cũng bị hãm hiếp.
Vụ án thu hút sự chú ý của truyền thông Hoa Kỳ, vì cha của Britton là thành viên ban giám hiệu tại Radcliffe College. Một số manh mối dẫn đến một giả định rằng kẻ giết Jane Britton là một người quen, có lẽ là một sinh viên hoặc giảng viên của khoa nhân chủng học tại Harvard. Cơ thể cô được rắc bột thổ hoàng, thường được sử dụng trong các đám tang của người Ba Tư cổ đại. Không có đồ vật có giá trị nào được lấy đi khỏi căn hộ, cũng không có bất kỳ người hàng xóm nào của cô nghe thấy bất kỳ tiếng la hét hay tiếng động bất thường nào khác (mặc dù sau đó một số báo cáo).
Các nhà điều tra đã không thể tìm thấy bất kỳ nghi phạm nào có khả năng trong số những người trong khoa chủng học. Albert DeSalvo được cho là đã thú nhận cưỡng hiếp và giết một người phụ nữ khác sống trong cùng tòa nhà vào năm 1963, sau khi ông này bị bắt trong vụ sát hại 13 người mà kẻ chủ mưu là Boston Strangler vài năm trước đó, nhưng vẫn còn nghi vấn liệu ông có thực hiện tất cả các vụ giết người liên quan đến vụ án hay không. Từ nghi vấn trên, một số người cho rằng có thể có một Boston Strangler thứ hai, dẫn đến suy đoán rằng người này cũng có thể đã giết Britton. Vụ án bị đóng băng nhưng vẫn tiếp tục mê hoặc giới truyền thông và những người đam mê tội phạm thực sự trên Internet.  Một số người đã khởi kiện để yêu cầu cảnh sát công khai hồ sơ từ cuộc điều tra với hy vọng giải quyết vụ án.
Cảnh sát Cambridge và văn phòng luật sư quận Middlesex tuyên bố vào tháng 11 năm 2018, hai tháng trước ngày kỷ niệm 50 năm vụ án xảy ra rằng họ đã xác định được một nghi phạm trong vụ án thông qua DNA: Michael Sumpter, người đã chết vào năm 2001 sau khi được tạm tha khi đang thụ án cho một vụ hiếp dâm năm 1975. Đây là vụ án bị đóng băng lâu đời nhất mà cơ quan hành pháp quận Middlesex đã từng giải quyết. Bằng chứng DNA cũng đã liên kết Sumpter với một số vụ hãm hiếp và giết người chưa được giải quyết khác trong khu vực Boston.

## Đôi nét về Jane Britton
Sinh năm 1945, Jane Britton là con gái của J. Boyd Britton, phó hiệu trưởng của Radcliffe College ở Cambridge, một trường đại học nữ có tuyển lựa, là một trong bảy trường chị em (Seven Sisters), có liên hệ với Đại học Harvard và có tiếng tăm tương tự. Mẹ của cô, bà Ruth là một học giả thỉnh giảng môn lịch sử thời trung cổ tại Viện nghiên cứu giáo dục nâng cao Radcliffe. Gia đình Britton sống ở Needham, một vùng ngoại ô của thành phố Boston.
Jane Britton theo học tại trường Dana Hall, một trường tư thục ở Wellesley. Ngoài việc học tập, cô còn cưỡi ngựa, chơi piano, organ và vẽ tranh. Britton từng đến Radcliffe, nơi cô học chuyên ngành nhân học và viết luận án tốt nghiệp về phương pháp luận so sánh, nghiên cứu một trong những nền văn hóa Périgordian trong một tuần. Sau khi tốt nghiệp với chiếc bằng loại xuất sắc, năm 1967, Britton được nhận vào chương trình sau đại học của Harvard.
Britton đặc biệt quan tâm đến khảo cổ học Cận Đông. Vào giữa năm 1968, cô là một trong số nhiều ứng viên sau đại học có dịp đi cùng trưởng khoa Stephen Williams và lãnh đạo dự án CC Lamberg-Karlovsky đến một khu vực khảo cổ ở phía đông nam Iran, nơi họ tìm thấy những gì Lamberg-Karlovsky tin là tàn tích của Alexandria Carmania, một pháo đài được đội quân của Alexander Đại đế chiếm đóng vào năm 325 trước Công nguyên. Lamberg-Karlovsky sau đó đã khen ngợi Britton vì một trong những phát hiện quan trọng của cô tại đây.
Sau khi trở về từ tàn tích, Jane Britton định cư tại một căn hộ ở tầng bốn tại số 6 University Road, một tòa nhà thuộc sở hữu của Harvard, cách quảng trường Harvard hai dãy nhà. Trong quá trình học, Britton đã dành hầu hết thời gian của mình tại Bảo tàng Khảo cổ học và Dân tộc học Peabody của trường. Ngoài giờ học, cô còn tranh thủ vẽ tranh về các con vật trong căn hộ của mình, nơi cô nuôi một con rùa và mèo làm thú cưng. Britton cũng là một người rất cởi mở, thường hay chơi bời với các sinh viên trong khoa của mình. Một người trong số đó là James Humphries, bạn trai của cô. Britton cũng thường xuyên ăn tối với hai sinh viên tốt nghiệp ngành nhân chủng học là Donald và Jill Mitchell, những người sống trong căn hộ bên cạnh. Cô từng chơi organ trong lễ cưới của họ.

### Vấn đề an ninh tại căn hộ và khu vực
Theo đánh giá của các cơ quan báo chí đương thời, tòa nhà nơi Jane Britton sinh sống là hom hem và không an toàn. Tờ The New York Times gọi đó là "xơ xác và đầy gián" với lớp sơn bong tróc trên hành lang. Năm 1963, Beverly Samans, một sinh viên tốt nghiệp tại Đại học Boston, đã bị hãm hiếp và giết hại trong chính căn hộ của cô ở tòa nhà này. Mặc dù vụ việc không được giải quyết năm năm sau đó nhưng được cho là một trong số 13 tội phạm của Boston Strangler. Tờ The Harvard Crimson báo cáo rằng tòa nhà "ngập rác và bẩn thỉu", không có ổ khóa ở cửa bên ngoài mặc dù các sinh viên nhiều lần yêu cầu ban quản lý lắp đặt chúng cùng với hệ thống còi. Cửa căn hộ của Britton có một ổ khóa rất dị thường và cô hiếm khi sử dụng nó. Gia đình Mitchell cho biết cô dự định rời khỏi tòa nhà vào đầu năm tới.
Tội phạm đường phố cũng là một vấn đề đau đầu trong khu phố vài tháng trước vụ việc. Tờ The Tech, tuần báo sinh viên của Viện Công nghệ Massachusetts đặt tại Cambridge cho biết rằng một số sinh viên và giảng viên Harvard là nạn nhân của những vụ cướp ở khu vực giữa Cambridge Common và ký túc xá Radcliffe vào cuối năm 1968. Những người bạn của Britton kể lại rằng cô từng bị một kẻ lạ mặt tấn công ngay tại Cambridge Common bằng một cây bút sau đó cắt quần áo của anh ta. Vụ việc đã không được báo cáo với cảnh sát.

## Vụ sát hại
Vào đêm ngày 6 tháng 1 năm 1969, ngày thứ hai đầu tiên của năm mới và các lớp học được nối lại sau kỳ nghỉ, Britton và Humphries cùng các bạn học nhân chủng học khác đi ăn tối tại một nhà hàng địa phương, sau đó hai người đi trượt băng quanh khu vực Common. Humphries cùng Britton trở lại căn hộ của cô lúc 10 giờ 30 phút tối sau đó rời khỏi đó vào khoảng 11 giờ 30 phút. Britton đã đến nhà hàng xóm của cô là gia đình Mitchell để ăn một uống sherry vào lúc 12 giờ 30 phút sáng hôm sau.
Ngày 7 tháng 1 là một ngày quan trọng đối với tất cả các ứng cử viên tiến sĩ nhân chủng học, vì đó là ngày kiểm tra tổng quát của họ. Sau kỳ thi này, họ sẽ bắt đầu làm việc toàn thời gian cho luận án. Britton không có mặt. Điều này khiến các bạn cùng lớp của cô thấy bất bình thường khi cô là một người phụ nữ cống hiến liên tục cho việc học. Humphries gọi điện cho Britton liên tục suốt buổi sáng hôm đó nhưng cô không bắt máy.
Sau buổi kiểm tra, ngay sau giờ ăn trưa, Humphries đến căn hộ của Britton. Vì cánh cửa không được khóa nên anh có thể dễ dàng bước vào. Khi vào trong, Humphries hoảng hốt khi thấy cơ thể cô úp mặt xuống giường với chiếc áo ngủ kéo qua đầu. Trên thân Britton có một tấm thảm và áo khoác lông đắp lên. Nghĩ rằng người tình bị ốm, anh chạy vội sang căn hộ bên cạnh và yêu cầu Jill Mitchell sang xem xét. Khi sang đến nơi và kiểm tra, Mitchell giật mình phát hiện ra cái đầu loang lổ máu của Britton và nhận ra cô đã chết.

## Cuộc điều tra
Cảnh sát Cambridge được gọi đến căn hộ và bắt đầu thu thập chứng cứ. Họ thấy rằng Britton đã bị hãm hiếp trước khi chết. Giám định y khoa sau đó tuyên bố Britton đã chết. Tối cùng ngày, quá trình khám nghiệm tử thi đã phát hiện ra nhiều vết rách ở đầu với vết nứt xương sọ bên dưới, cũng như một vết bầm tím trên cánh tay cô. Từ những manh mối này, cảnh sát kết luận Britton bị sát hại do chấn thương cùn xảy ra khoảng 10 tiếng đồng hồ trước khi phát hiện ra cái xác. Không hề có bất cứ vật dụng giá trị nào bị mất ở căn hộ. Cảnh sát bang Massachusetts cũng có mặt sau đó để để thu thập bằng chứng pháp y.
Từ hình dạng của vết thương ở đầu, vũ khí giết người chắc chắn phải có đầu nhọn, nhưng các nhà điều tra không thể xác định chính xác vật dụng nào đã được sử dụng. Leo Davenport, thám tử chính của vụ án cho biết: "Đó là một thứ gì đó sắc bén, giống như một con rìu hay con dao". Sau đó, họ suy đoán rằng viên đá có đường kính 10x15 cm mà Britton mang về từ Iran có thể là hung khí. Hơn thế nữa, viên đá lại biến mất không dấu vết. Trong căn hộ cũng không có bất kỳ loại vũ khí nguy hiểm nào. Họ cũng tìm thấy một dấu vân tay trong căn hộ. Đáng chú ý, dấu vân tay không trùng khớp với Britton lẫn những người quen mà cảnh sát khoanh vùng từng ra vào căn hộ.
Kết luận cuối cùng của cuộc khám nghiệm tử thi một tuần sau đó tương tự cũng không thể đưa ra bất kỳ thông tin mới nào. Trả lời phỏng vấn tờ The New York Times, Luật sư quận Middlesex John Droney cho biết: "[Chúng tôi] không có bất kỳ manh mối gì... nhiều hơn chúng tôi biết về vụ giết người khi chúng tôi bắt đầu làm việc... Không có nghi phạm".
Những nghiên cứu xoay quanh tòa nhà đã khơi dậy một vài manh mối tiềm năng. Một đứa trẻ sống trong một căn hộ khác tại tòa nhà kể lại đã nghe thấy những tiếng động bất thường trên lối thoát hiểm đêm hôm xảy ra vụ án mạng. Một người hàng xóm khác của Britton nói với cảnh sát rằng anh ta đã nhìn thấy một người đàn ông cao khoảng 6 foot (180 cm) và nặng 170 pound (77 kg) chạy khỏi tòa nhà lúc 1 giờ 30 phút sáng.

### Ảnh hưởng của truyền thông
Vì mối liên hệ giữa hai trường Harvard và Radcliffe, vụ việc đã thu hút sự chú ý rất lớn của truyền thông Hoa Kỳ. The New York Times đã chạy tít liên tục về vụ án trong hai tuần liền. Đó là lần đảm nhiệm khai thác tin đầu tiên của phóng viên Michael Widmer cho thông tấn xã United Press International. Các tờ báo ở xa như California cũng chạy bài viết của Widmer.

Thổ hoàng, hợp chất được tìm thấy tại hiện trường vụ án

Nhiều báo cáo tập trung vào một khía cạnh khác thường của vụ án khi cơ thể của Britton, cùng nền sàn nhà, tường lẫn trần nhà đã được rắc một loại bột màu nâu đỏ được xác định là bột thổ hoàng hoặc bột oxit sắt. Khi cảnh sát tham vấn giáo sư Williams trong lúc thảo luận về vụ án, ông nói rằng người Iran cổ đại, cùng với nhiều nền văn hóa khác trên thế giới, thường rắc nó lên người chết như một nghi thức tang lễ. Cùng với cách sắp đặt quần áo lên người Britton nhằm che thân, và việc kẻ giết người rõ ràng không quan tâm đến việc lấy đồ có giá trị, cảnh sát bắt đầu suy đoán rằng Britton bị sát hại bởi một người biết rõ cô từ Harvard chứ không phải người lạ.
Lamberg-Karlovsky gọi ý tưởng đó là "hoàn toàn bịa đặt và vô căn cứ". Tuy nhiên, Williams đã đưa cho cảnh sát một danh sách gồm một trăm sinh viên và giảng viên của khoa, những người có thể biết về hợp chất này. Hầu hết trong số họ đã làm chứng tại một phiên điều trần của bồi thẩm đoàn vào tháng hai. Quá trình này được xúc tiến nhanh chóng bởi nhiều người trong số họ có nhiều chuyến thực địa ở nước ngoài trong vài tháng sau đó. Williams cũng bác bỏ những tin đồn rằng có sự xích mích giữa các thành viên trong đội nghiên cứu ở Iran dẫn đến động cơ giết người. Ông cho rằng không có bất cứ điều gì nghiêm trọng xảy ra ngoài những căng thẳng nhỏ nhặt nảy sinh giữa một nhóm sinh viên sống và làm việc chặt chẽ với nhau trong suốt một khoảng thời gian dài". "Có những lời phàn nàn về quá nhiều cá ngừ", ông nhớ lại.
Nhiều người bạn của Britton không thể mường tượng ra được lại có kẻ muốn giết hại cô. Cảnh sát Cambridge đã đến quay phim vào lễ tang của cô (diễn ra vào ngày 10 tháng 1 năm đó) để nghiên cứu xem liệu có người tham dự nào có hành động sở hở làm lộ không. Humphries và gia đình Mitchell cũng trải qua bài kiểm tra nói dối. Cảnh sát cũng nói chuyện với hầu hết những người được đề cập trong quyển nhật ký và quyển một danh bạ điện thoại cũ của cô gái xấu số.
Ba ngày sau vụ giết người, cảnh sát Cambridge tuyên bố họ đã tìm thấy hòn đá nhưng không nói rõ là ở đâu. Trong một cuộc họp báo đặc biệt về vụ án, Cảnh sát trưởng James Reagan nổi giận, tuyên bố kể từ hôm đó trở đi, các điều tra viên phải cần sự cho phép của ông để tiết lộ bất kỳ thông tin nào về vụ án. Ông cho rằng mình buộc phải làm vậy vì lý do có sự không chính xác trong bản tường trình về vụ việc.
Với rất ít tin tức từ cảnh sát, giới truyền thông tập trung xét đoán đến các hoạt động văn hóa đối kháng tích cực của thời đại, vốn hiện diện rất nổi bật ở Cambridge. Một người bạn học cùng trường với Britton, trong cuộc phỏng vấn với tờ The New York Times nhận định rằng: "Cô ấy quen biết rất nhiều kẻ kỳ quặc ở Cambridge, những kẻ chuyên nịnh hót và phê cần, những kẻ mà bạn sẽ không xếp vào hàng các thanh niên tráng kiện ở Harvard hay Radcliffe". Anh này còn khẳng định Britton từng tham dự các bữa tiệc thâu đêm và rất thân thiết với họ. Điều này hướng nghi vấn đến việc có lẽ kẻ giết Britton chắc chắn phải chịu ảnh hưởng của chất ma túy gây ảo giác, một thứ văn hóa phổ biến trong giới thanh thiếu niên thời bấy giờ.

### Liên quan đến vụ sát hại Ada Bean
Vào ngày 6 tháng 2, chưa đầy một tháng sau cái chết của Jane Britton, cảnh sát phát hiện một người phụ nữ khác (từng có liên quan đến Havard) đã chết trong căn nhà mình ở Cambridge trong hoàn cảnh tương tự. Ada Bean, 50 tuổi, cựu thư ký nghiên cứu tại trường đại học, đã bị phát hiện cưỡng hiếp và đánh đến chết trong căn hộ Linnaean Avenue của cô, gần khuôn viên trường Radcliffe và cách nơi Britton theo học 1 dặm (1,6 km)   về phía bắc.
Cơ thể của Bean cũng được tìm thấy trên giường, úp mặt xuống, quần áo ngủ kéo qua đầu, phủ chăn. Bean được tìm thấy bởi người quản lý của mình vì cô vắng mặt và không đi làm. Người này đã vào căn hộ với sự hỗ trợ của người gác cổng tòa nhà. Cảnh sát tin rằng giống như Britton, Bean đã bị giết khi đang ngủ, mặc dù tòa nhà của cô có hai lớp khóa trong khi tòa nhà nơi Britton sinh sống không hề có.
Sự tương đồng giữa hai vụ án mạng dẫn đến suy đoán rằng kẻ giết người là một. Vào thời điểm đó, Albert DeSalvo đã thú nhận vụ giết người Samans, cũng như 12 nạn nhân khác trong vụ án khét tiếng Boston Strangler vào đầu thập niên. Người này bị kết án tù chung thân vì các tội danh khác nhau vì cảnh sát không thể đưa ra bằng chứng xác đáng để truy tố anh với tội danh giết người. Đáng chú ý, thời điểm xảy ra hai vụ án mạng là lúc DeSalvo bị đưa vào bệnh viện tâm thần, nên anh ta chắc chắn không thể sát hại Britton hay Bean. Nhưng lời thú nhận của DeSalvo là bằng chứng duy nhất liên kết anh ta với hầu hết các vụ án mạng có liên quan đến kẻ giết người hàng loạt Strangler. Vì lẽ đó, nhiều người suy đoán rằng có nhiều hơn một kẻ giết người trong vụ Boston Strangler chịu trách nhiệm cho vụ sát hại hai cô gái Britton và Bean. Tuy nhiên, cảnh sát không đưa ra khẳng định nào liên quan đến hai vụ giết người này với những vụ xảy ra trước đó.

## Trở thành vụ án bị "đóng băng"
Sau cuộc điều tra ban đầu với kết quả hết sức đáng thất vọng cùng việc không có thêm bất cứ thông tin nào có giá trị xuất hiện, vụ án chính thức "bị đóng băng" khỏi giới truyền thông, công chúng lẫn nhà chức trách khi các vụ án mới bắt đầu xuất hiện. Vụ án không bao giờ khép lại và đôi khi một vài phương tiện truyền thông thỉnh thoảng đưa tin giới hạn về vụ án bởi việc cảnh sát tiếp tục từ chối tiết lộ bất kỳ hồ sơ gốc nào từ vụ án, với lý do cuộc điều tra đang diễn ra.
Những bằng chứng thu được từ cuộc điều tra vẫn được bảo quản tốt. Khi việc xét nghiệm DNA trở thành một công cụ hữu ích cho các điều tra viên vào cuối những năm 1980, cảnh sát đã giám định mẫu tinh dịch do kẻ giết người để lại. Tuy nhiên, mẫu tinh dịch không trùng khớp với bất cứ hồ sơ của những kẻ phạm tội nào được biết đến vào thời điểm đó, cũng không trùng khớp với bất kỳ nghi phạm nào trong cuộc tái thẩm định năm 2006. Trong những năm đầu thập niên 2010, một số cây bút như Widmer của tờ The New Yorker hay phóng viên Rebecca Cooper, Alyssa Bertetto, điều phối viên của mãng "Những điều huyền bí chưa lý giải" trên diễn đàn reddit bắt đầu tìm hiểu về vụ án và yêu cầu cảnh sát công bố bản sao hồ sơ của cuộc điều tra.
Hầu hết các yêu cầu công bố về vụ án đều bị từ chối. Các nhà báo chỉ nhận được số lượng hồ sơ rất hạn chế, đôi khi chỉ bao gồm các mẩu báo của các bài báo về vụ án. Ngay cả các hồ sơ từng được chia sẻ với các tác giả của những bài báo thời bấy giờ cũng bị giữ lại. Widmer nhìn nhận rằng đây là một mô hình phổ biến cho các cơ quan thực thi pháp luật ở Massachusetts, khi chỉ tiết lộ những thông tin cơ bản nhất về các vụ án kéo dài mà không có lời giải. Widmer, Cooper (người đã rời tạp chí để làm việc toàn thời gian cho một cuốn sách về vụ sát hại Britton), và Bertetto đều đệ đơn kiện thành phố Cambridge để buộc cảnh sát phải giải mật hồ sơ vụ án, lý giải rằng những manh mối mới có thể sẽ xuất hiện bởi việc tiết lộ thông tin từ các vụ án kéo dài ở các khu vực khác đều cho kết quả như vậy.
Trong quá trình chuẩn bị cho phiên tòa xét xử trong các vụ án, cảnh sát và công tố viên đã xem xét tất cả thông tin họ có. Trong quá trình này, họ đã xem xét các bằng chứng DNA một lần nữa và xem xét liệu đã đến lúc tái xử lý lại với hy vọng tìm thấy một manh mối nào đó hay chưa. Cảnh sát tiểu bang khẳng định rằng các kỹ thuật pháp y mới hơn có thể xử lý nhiều DNA hơn, khiến nhiều khả năng có thể tìm thấy nghi phạm qua lần tái kiểm tra này. Các nhà điều tra quyết định tái kiểm tra DNA một lần nữa.

## Nghi phạm lộ diện

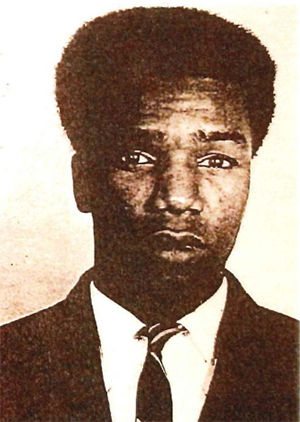
Michael Sumpter trong một bức ảnh năm 1968

Năm 2017, lần đầu tiên kể từ đầu vụ án đến giờ, phân tích DNA đã có thể phục hồi đầy đủ vật chất di truyền để thực hiện phân tích Y-STR và xác định được chủ nhân của tinh trùng. Dữ liệu trên khi đưa vào Hệ thống liệt kê kết hợp DNA của Hoa Kỳ đã đưa ra chân tướng một nghi phạm, đó là Michael Sumpter, một kẻ từng bị kết án hiếp dâm. Ông này chết vào năm 2001, hơn một năm sau khi được tha bổng và được đưa vào nhà an dưỡng vì mắc bệnh ung thư giai đoạn cuối.
Để chắc chắn đó là DNA của Sumpter, các nhà điều tra cần đối chiếu DNA của nghi phạm trong vụ của Britton với DNA từ một người đàn ông khác có quan hệ chặt chẽ với nghi phạm, vì phần DNA được Y-STR kiểm tra vẫn có thể giống nhau ở tất cả nam giới cùng huyết thống. Trong hồ sơ của Sumpter có đề cập đến một người anh trai, nhưng nơi ở của anh ta vào giữa những năm 2010 vẫn còn là một dấu hỏi. Nghiên cứu về phả hệ trên trang web Ancestry.com đã dẫn cảnh sát đến chổ người anh trai này. Người này sau đó đã cung cấp cho họ một mẫu DNA phù hợp với người được cho là em trai của anh ta. Kết quả đã loại bỏ 99,92% số nam giới không phải là nghi phạm từ cuộc phân tích DNA.
Trong suốt cuộc đời mình, Sumpter từng hai lần bị kết án hiếp dâm, lần thứ hai xảy ra khi anh trốn thoát khỏi chương trình lao động dành cho tù nhân nơi anh thụ án lần đầu. Các cuộc điều tra trước đó cũng cho thấy sự trùng khớp tương tự giữa DNA của Sumpter và hai vụ giết người hiếp dâm chưa được giải quyết cũng ở khu vực Cambridge vào đầu những năm 1970, trước khi anh bị kết án, cũng như một vụ hiếp dâm chưa được giải quyết khác, đưa tổng số vụ việc có liên quan đến anh lên năm vụ hãm hiếp và ba vụ giết người. Tuy nhiên, mặc dù có những điểm tương đồng trong vụ án Ada Bean, cảnh sát không coi Sumpter là nghi phạm trong vụ án đó.
Năm 1969, nhiều cuộc điều tra chi tiết hơn đã tìm thấy một số bằng chứng khác liên quan giữa Sumpter với thành phố Cambridge. Sumpter tuy không sinh sống ở thành phố này vào thời điểm đó, nhưng anh từng sống thời thơ ấu vào những năm 1950 và học lớp một tại Học khu công lập Cambridge. Anh cũng bị cảnh sát thành phố bắt giữ với tư cách là một tội phạm vị thành niên. Hai năm trước khi giết người, Sumpter làm việc trên Phố Arrow, cách căn hộ của Jane Britton khoảng 1 dặm (1,6 km). Thời điểm đó bạn gái của anh sống ở Cambridge. Năm 1972, Sumpter bị kết án hành hung một người phụ nữ tại ga tàu điện ngầm Harvard Square, chỉ cách trường đại học vài dãy nhà.
Tại một cuộc họp báo vào tháng 11 năm 2018, luật sư quận Middlesex, bà Marian T. Ryan đã công bố kết quả điều tra, kết luận rằng: "Michael Sumpter... đã được xác định là người chịu trách nhiệm cho vụ giết Jane Britton năm 1969" (mặc dù anh ta có thể không được xét xử vì đã chết). "Tôi tin tưởng rằng bí ẩn về kẻ đã giết Jane Britton cuối cùng đã được giải quyết và vụ án này đã chính thức khép lại". Đó là vụ án "bị đóng băng" lâu đời nhất ở quận Middlesex được giải quyết, bà nói.
Sau khi xác định được thủ phạm, cảnh sát bắt đầu đưa ra lý thuyết về cách Sumpter gây án. Theo lời khai của một số nhân chứng vào thời điểm diễn ra vụ án, mặc dù an ninh của tòa nhà rất kém, Sumpter có lẽ đã sử dụng lối thoát hiểm để đột nhập vào căn hộ của Britton. Các báo cáo về độc chất học từ cuộc khám nghiệm tử thi đã phát hiện ra rằng tuy máu của Britton không có nồng độ cồn, dạ dày của cô lại có nồng độ cồn 0,08% vì uống sherry tại nhà ông bà Mitchell. Điều này cho thấy rằng cô bị giết trước khi thức ăn được chuyển hóa, có nghĩa là thời gian xảy ra vụ án diễn ra rất ngắn sau khi Britton trở về căn hộ. Khi gây án xong, Sumpter quay trở lại lối thoát hiểm và trốn khỏi tòa nhà. Ước tính chiều cao và cân nặng của anh tại thời điểm đó lần lượt là 5 foot 11 inch (180 cm) và 185 pound (84 kg), gần như tương đồng với lời khai mà người hàng xóm đã đưa ra khi mô tả người đàn ông bỏ chạy lúc 1 giờ 30 phút sáng.
Mặc dù chất thổ hoàng ban đầu có tầm ảnh hưởng rất lớn đến vụ án, tuy nhiên cảnh sát đã kết luận rằng đó là một thủ thuật "cá trích đỏ". Cụ thể, nhúm bột thổ hoàng tìm thấy trên xác Britton chỉ là mảnh cặn từ bức tranh của cô, vì đây là một màu sắc phổ biến trong quá trình vẽ tranh.